# Manilla (Djurgården)
Manilla är ett historiskt område beläget på Södra Djurgården i Stockholm. Namnet “Manilla” går tillbaka till Gustav III:s tid och är associerat med Ignacio Maria del Coral y Aquirre, Spaniens envoyé, som kallade platsen “Manilla” efter huvudstaden i Filippinerna. Här uppfördes påkostade byggnader efter ritningar av Louis Jean Desprez, men planerna blev bara delvis utförda. Området innehåller tre delar; Övre Manilla, Nedre Manilla och Manhem.

## Historik
År 1790 överlät Gustav III ett landstycke här, vid Södra Djurgårdens södra strand, till Spaniens envoyé Ignacio Maria del Coral y Aquirre. Coral kallade stället “Manilla” (efter huvudstaden i Filippinerna, som då var spansk koloni) och lät uppföra ett antal påkostade byggnader efter ritningar av Louis Jean Desprez som samtidigt var sysselsatt med att rita Gustav III:s Stora Haga slott.  
Coral hämtades dock hem till Spanien strax efter Gustav III:s död och de storstilade byggnadsplanerna blev bara delvis utförda. Området förföll under en period och delades sedan in i tre delar; Övre Manilla, Nedre Manilla och Manhem. Vid Manhem grundade Pär Aron Borg 1817 Institutet för dövstumma och blinda. Från 1819 var Manhem landets enda dövstumanstalt fram till slutet av 1850-talet. Verksamheten bedrevs helt på ideell basis. Genom lagstiftning 1889 blev undervisning av hörselskadade obligatorisk och 1894 blev institutionen vid Övre Manilla huvudinstans för undervisningen och fick samtidigt benämningen ”Manilla dövstumskola”. 
Manillaskolan flyttade 2013 sin verksamhet till Konradsberg på Kungsholmen. Efter att undervisningen för döva och hörselskadade barn flyttat ifrån lokalerna 2011 hyrdes byggnaderna ut till en fristående grundskola, Campus Manilla.

## Byggnader

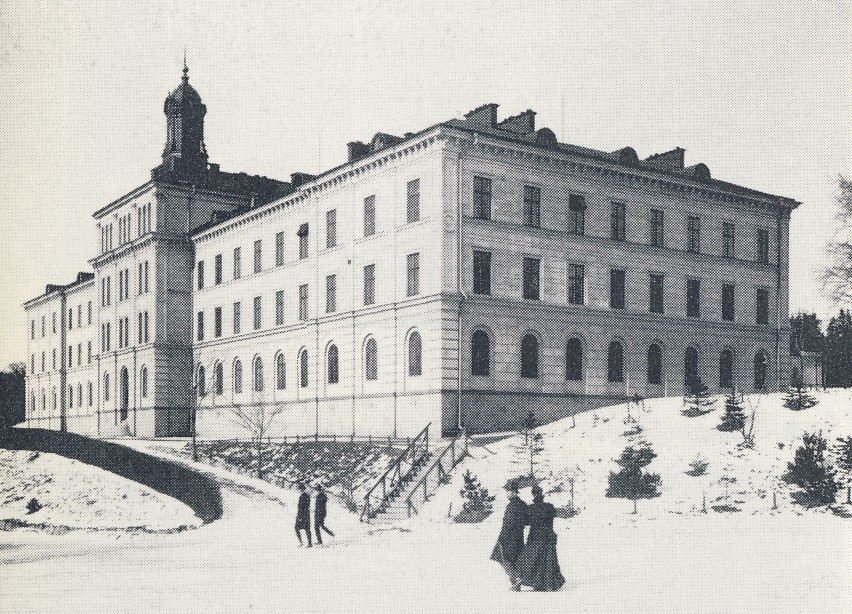
Manillaskolan innan påbyggnaden, 1900.

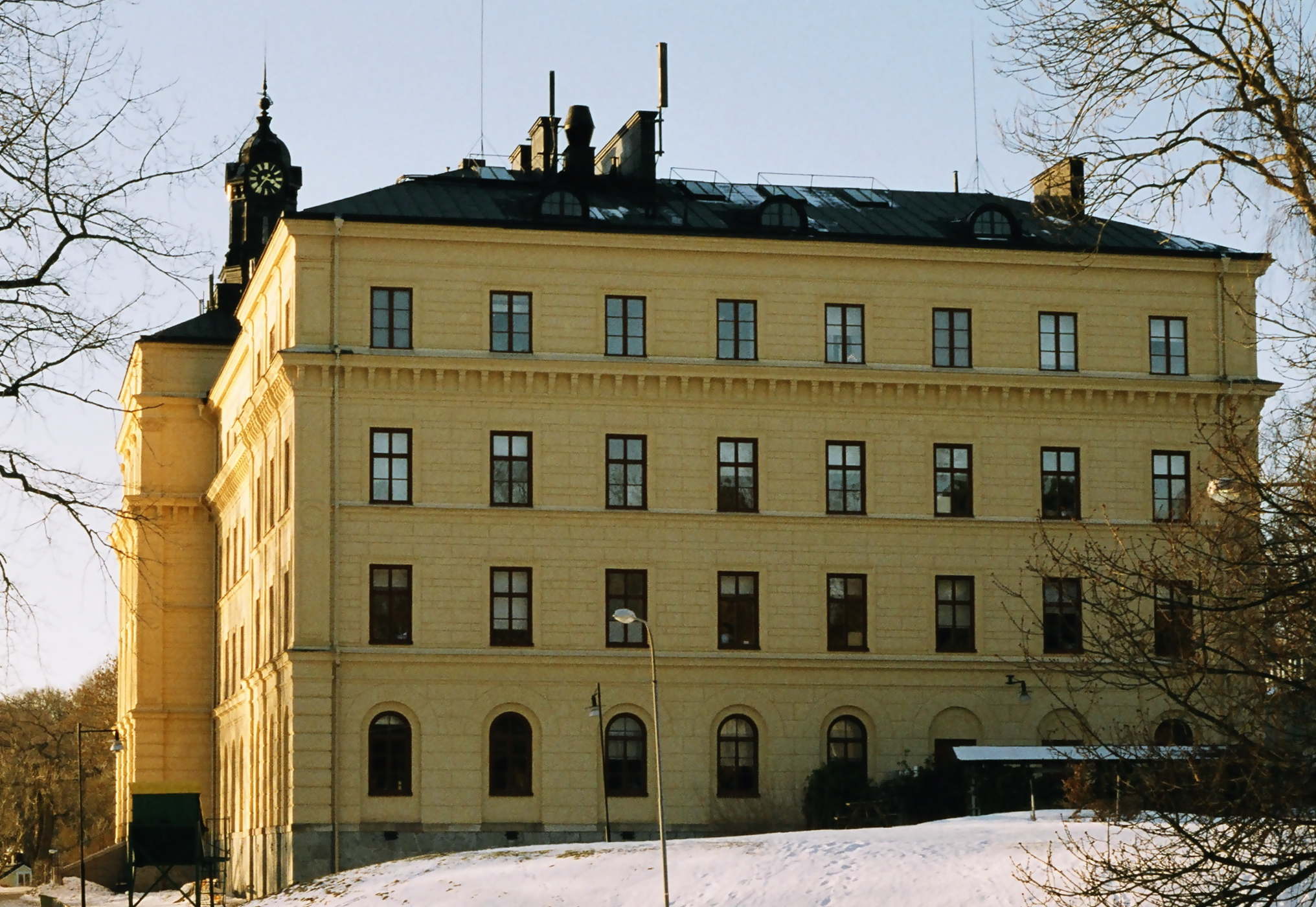
Manillaskolan från öster 2011.

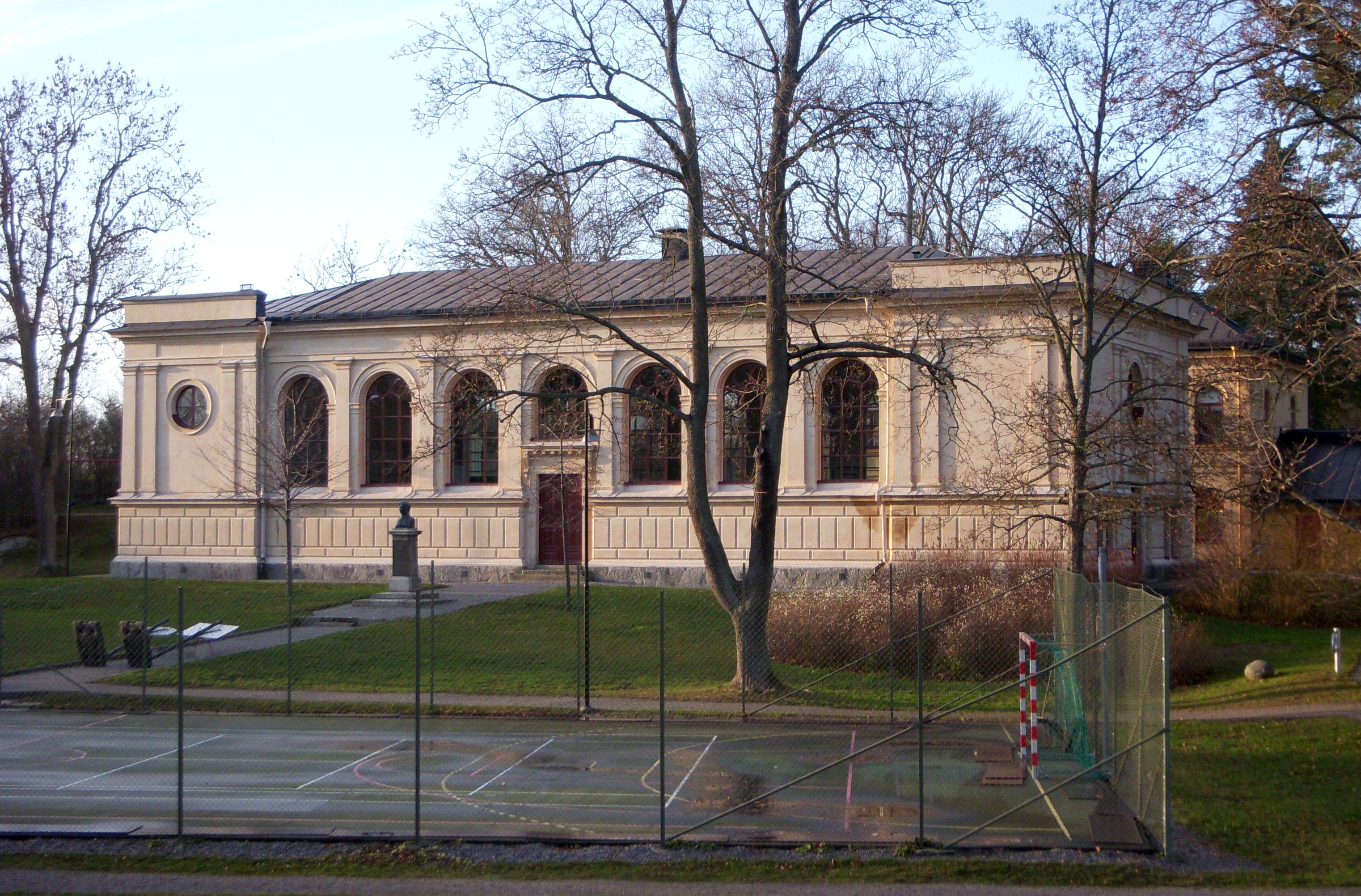
Gymnastikhuset från öster 2011.

Nuvarande byggnad på Övre Manilla stod klar 1864 och gamla Manhem revs 1881. Den stora institutionsbyggnaden i nyrenässans ritades av arkitekten Johan Adolf Hawerman. Komplexet uppfördes som skollokaler samt internat för såväl lärare som sina 180 elever. Internatverksamheten upphörde 1979. 
Den höga tornkrönta mittbyggnaden innehåller en kyrksal som sträcker sig över två våningar, i trapphuset finns trappor och räcken i rikt utsirat gjutjärn. År 1912 påbyggdes ytterligare en våning på skolhuset. 1938 blev Manilla en statlig skola och skolan upphörde att vara internat 1979. Byggnaderna har renoverats flera gånger under åren. 1998 invigdes en ny byggnad för dramapedagogik ritad av Tallius-Myhrman Arkitekter. Åren 1995–1996 gjordes en större invändig ombyggnad. 
Gymnastikhuset som står norr om huvudbyggnaden ritades av arkitekt E. Jakobsson och invigdes 1870. Det används fortfarande som gymastiksal. Framför gymnastikhusets entré står en skulptur visande en byst av Pär Aron Borg. Den invigdes under högtidliga former den 4 juli 1876. En inskription lyder: Stiftare af det första allmänna institut för döfstumma och blinda i Sverige år 1809 i Portugal år 1823.
Byggnaderna ägs och förvaltas av Statens fastighetsverk.

## Nutida användning
Lokalerna på Manilla används nu av en fristående grundskola och gymnasieskola, Campus Manilla, som drivs av stiftelsen Carpe Scientia. Stiftelsen driver även Fredrikshovs Slotts skola.